# Rien Beringer
Catherina Hendrika Johanna (Rien) Beringer (Den Haag, 19 juni 1927 - Curaçao, 5 januari 2005) was een Nederlandse beeldend kunstenaar.

## Leven en werk
Beringer werd in 1927 geboren als dochter van de stoffeerder Cornelis Beringer en van Catharina Johanna Tegelaar. Na de middelbare school studeerde Beringer aan het Amsterdamse conservatorium. Ze zou echter niet aan de muziek, maar aan de schilderkunst haar leven wijden. Bij de Haagsche Courant leerde zij haar man, de latere uitgever van het Nieuwsblad van het Noorden Ruurt Hazewinkel, kennen. Zij verhuisde in 1953 met hem naar Groningen. Zij kwam in contact met de beeldend kunstenaar Jan van der Zee, lid van het Groninger kunstenaarscollectief De Ploeg, die haar van 1955 tot 1962 les gaf. Van 1964 tot 1968 volgde zij de opleiding aan de Academie Minerva. In de jaren zeventig van de 20e eeuw vestigde Beringer zich met haar echtgenoot in het Drentse Paterswolde, waar ze een boerderij tot atelier liet inrichten. In de jaren tachtig trad ze toe tot De Ploeg en exposeerde regelmatig haar werk als schilder en tekenaar.
In 1999 richtte zij samen met haar man de Stichting Beringer Hazewinkel op. Deze stichting financierde tal van kunstuitingen in de provincies Groningen en Drenthe. Jaarlijks kregen het Groninger Museum en het Drents Museum bijdragen van deze stichting. In het Groninger Museum zijn het prentenkabinet en het Ploegpaviljoen met zeven zalen gerealiseerd met steun van de stichting Beringer Hazewinkel. Ook de fotomanifestatie Noorderlicht werd door hen gesubsidieerd evenals diverse hedendaagse podiumkunsten.
Beringer overleed in januari 2005 tijdens een verblijf op Curaçao, waar zij eveneens een atelier bezat. Zij is 77 jaar geworden. Beringer werd begraven in haar woonplaats Paterswolde. Na haar overlijden werd in 2008/2009 een overzichtstentoonstelling van haar werk gehouden in Museum De Buitenplaats in Eelde onder de titel "Leven in kleur".